# Alfonso de Andrés
Alfonso Carlos de Andrés Asín (ur. 16 maja 1938 w Novillas, zm. 5 lipca 2009 w Madrycie) – hiszpański lekkoatleta, specjalizujący się w rzucie oszczepem.

## Kariera sportowa
W młodości oprócz lekkoatletyki uprawiał piłkę ręczną i narciarstwo.
W 1957 i 1958 został mistrzem Aragonii w pchnięciu kulą, rzucie oszczepem i rzucie dyskiem. W latach 1960–1967 zostawał mistrzem Hiszpanii w rzucie oszczepem, ośmiokrotny rekordzista kraju. W 1960 wystąpił na igrzyskach olimpijskich, na których zajął 26. miejsce w eliminacjach tej konkurencji i nie awansował do finału z wynikiem 60,84 m. W 1960 wywalczył brąz, a w 1962 złoto igrzysk ibero-amerykańskich w tej samej konkurencji. W 1967 zdobył srebrny medal igrzysk śródziemnomorskich z wynikiem 66,98 m.
Reprezentował Club San Fernando, a jego trenerami byli Rafael Sánchez, José Luis Torres i Fausto Drei. Jego rekord życiowy (73,72 m) był do 1968 rekordem Hiszpanii.
39 razy reprezentował Hiszpanię w meczach międzypaństwowych.

## Losy po zakończeniu kariery
Po zakończeniu kariery ukończył studia inżynieryjne, a także uzyskał licencjat z wychowania fizycznego. Pracował także w firmie zajmującej się instalacjami elektrycznymi.

## Życie prywatne
W latach 70. wziął ślub. Miał dwoje dzieci. Jego brat Fernando wystąpił w zawodach piłki ręcznej na igrzyskach olimpijskich w 1972, a jego pradziadek pełnił funkcję fotografa na igrzyskach olimpijskich w 1920.

## Upamiętnienie
W rodzinnej miejscowości lekkoatlety znajduje się ulica nazwana jego imieniem.